# Rika Kihira
Rika Kihira (Japans: 紀平 梨花) (Nishinomiya, 21 juli 2002) is een Japans kunstschaatsster.
Ze begon in 2007 met kunstschaatsen. Kihira won in 2018 de bronzen medaille op de Japanse nationale kampioenschappen, maar was nog te jong om bij de senioren uit te komen. In plaats daarvan mocht ze naar de WK junioren, waar ze achtste werd. Haar succesvolste seizoen werd 2018/19 toen ze meermalen goud won, waaronder op de 4CK en op de Grand Prix-finale.

## Persoonlijke records
Behaald tijdens ISU wedstrijden. 
|                     | punten | datum      | toernooi          |
| ------------------- | ------ | ---------- | ----------------- |
| Hoogste totaalscore | 233.12 | 08-12-2018 | Grand Prix-finale |
| Hoogste korte kür   | 083.97 | 11-04-2019 | World Team Trophy |
| Hoogste lange kür   | 154.72 | 10-11-2018 | NHK Trophy        |

## Belangrijke resultaten
| Kampioenschap                                     | 15/16 | 16/17 | 17/18 | 18/19         | 19/20         | 20/21         |
| ------------------------------------------------- | ----- | ----- | ----- | ------------- | ------------- | ------------- |
| Wereldkampioenschap                               |       |       |       | 4e            | *             | 7e            |
| Viercontinentenkampioenschap                      |       |       |       | Goud          | Goud          | *             |
| Grand Prix-finale                                 |       |       |       | Goud          | 4e            |               |
| Nationaal kampioenschap                           |       |       | Brons | Zilver        | Goud          | Goud          |
| WK junioren                                       |       |       | 8e    | geen deelname | geen deelname | geen deelname |
| Junior Grand Prix-finale                          |       | 4e    | 4e    | geen deelname | geen deelname | geen deelname |
| NK junioren                                       | 11e   | 11e   | Goud  | geen deelname | geen deelname | geen deelname |
| * Afgelast naar aanleiding van de coronapandemie. |       |       |       |               |               |               |